# Canvas 2: Nijiiro no sketch
Canvas 2: Nijiiro no sketch (Canvas2 ～虹色のスケッチ～?) è un anime sentimentale composto da 24 episodi, animato da Zexcs e prodotto da Kadokawa Shoten. La serie è basata su un simulatore di appuntamenti prodotto dalla F&C FC01, e comprende anche un manga dallo stesso nome.

## Trama
La serie si basa sulle vite di alcuni studenti e docenti alla Nadeshiko Academy, sia a scuola che nella loro vita privata. Il protagonista della serie è Kamihura Hiroki, che vive insieme alla cugina più giovane Elis. Hiroki sta svolgendo un tirocinio per diventare un insegnante d'arte, contemporaneamente al prendersi cura di Elis. Quando la sua amica d'infanzia Kiri inizia a lavorare alla stessa scuola, inizia una serie di eventi drammatici mentre Hiroki deve districarsi tra il lavoro, la vita privata, e i sentimenti di queste due ragazze importanti.

## Personaggi

### Staff della Nadeshiko Academy
- Hiroki Kamikura (上倉 浩樹, Kamikura Hiroki)
  - Voce originale:  Takahiro Sakurai

Il protagonista della serie. È il cugino maggiore di Elis oltre che il suo tutore. Durante la serie è un consulente del club di arte, oltre che insegnante d'arte in tirocinio, ma era un prodigio artistico quando era alle scuole superiori. Durante questo periodo era amico con Kiri e Yanagi. Quando Kiri gli confessò di essere innamorata di lui, venne rifiutata nonostante il sentimento fosse ricambiato. Si crede che abbia fatto questo perché sapeva che anche Yanagi era innamorato di Kiri e non voleva intromettersi fra lei e il suo amico. Nonostante questo, Yanagi non sapeva delle buone intenzioni di Hiroki, e rubò la composizione di Hiroki su Kiri per un concorso nazionale d'arte. Questo distrusse la loro relazione e lasciò Hiroki da solo e depresso, visto che aveva rifiutato Kiri. Da allora ha preso in custodia Elis in casa sua come guardiano legale.
- Kiri Kikyou (桔梗 霧, Kikyou Kiri)
  - Voce originale:  Hitomi Nabatame

Amica d'infanzia di Hiroki ed insegnante di Educazione fisica alla Nadeshiko Academy. Ha confessato i suoi sentimenti a Hiroki alle scuole superiori ma è stata rifiutata. Si pensa che Hiroki abbia accettato il lavoro alla Nadeshiko Academy perché Hiroki lavora lì. Kiri prova ancora qualcosa per Hiroki ma ha difficoltà ad esprimerlo. Finalmente riesce ad avere abbastanza coraggio per confessarsi di nuovo da adulti.
- Saya Saginomiya (鷺ノ宮 紗綾, Saginomiya Saya)
  - Voce originale:  Yuka Inokuchi

è la sovrintendente incaricata della Nadeshiko Academy. Questa alta bellezza dai capelli porpora ha una piacevole personalità, ma è sorprendentemente odiata dal resto dell'amministrazione della Nadeshiko Academy. Ammira la sorella minore, che è un sovrintendente molto capace in una scuola francese associata con la Nadeshiko Academy. Le piace allenarsi con la sua naginata nella palestra della scuola quando è vuota per rilassarsi dallo stress del suo lavoro.

### Studenti
- Elis Housen (鳳仙 エリス, Housen Elis)
  - Voce originale:  Kaori Nazuka

Elis è una matricola della Nadeshiko Academy. I genitori sono morti in un tragico incidente d'auto ed è stata affidata alle cure del suo cugino, Kamihura Hiroki. A causa dell'incidente è rimasta traumatizzata ed incapace di tollerare il colore rosso - visto che le ricorda il sangue - ad un livello tale che anche il mangiare cibi rossi o usare il colore rosso nelle sue composizioni può diventare doloroso. Come Hiroki è un artista molto talentuosa, ma la sua paura del colore rosso le impedisce di realizzare il suo vero potenziale. Elis sviluppa dei forti sentimenti per Hiroki fino ad arrivare a confessarli, ma viene rifiutata perché Hiroki la vede solo come una sorella minore invece che come una donna da poter amare. Ha difficoltà ad accettare i suoi sentimenti e la distanza che si viene a creare tra lei e Hiroki quando questo inizia a spendere più tempo con Kiri. Eventualmente intende andare in Francia con una borsa di studio e vivere con un parente là.
- Kana Hagino (萩野 可奈, Hagino Kana)
  - Voce originale:  Ai Tokunaga

Nonostante la sua bassa statura, Hagino frequenta attualmente il secondo anno alla Nadeshiko Academy. È una scrittrice che si concentra principalmente su storie romantiche. Per mantenere l'anonimato, utilizza il nome d'arte di naka Nogiwa (那珂 野際). Si interessa molto alle relazioni degli altri personaggi della serie così da avere nuove idee per i suoi romanzi. È costantemente tormentata dalla sua editrice, Sugihara Shie, perché finisca di scrivere i romanzi entro le scadenze.
- Tomoko Fujinami (藤浪 朋子, Fujinami Tomoko)
  - Voce originale:  Mikako Takahashi

Un'amica di Elis. Ha un problema al cuore, e spesso è assente da scuola. Questo le impedisce di sviluppare molte amicizie e la porta ad avere un atteggiamento antisociale. Hiroki decide di aiutarla e eventualmente inizia ad aprirsi e a diventare amica con altre ragazze. Quando era bambina si spostava spesso da un ospedale all'altro, ed era stata in un ospedale nell'Hokkaido (lo stesso in cui Elis era stata ammessa dopo l'incidente) dove incontrava sempre una persona che le mostrava il suo blocco da disegno. Alla fine viene rivelato che la persona che ricorda come "l'onii-chan dell'ospedale" è attualmente Hiroki.
- Mami Takeuchi (竹内 麻巳, Takeuchi Mami)
  - Voce originale:  Megumi Toyoguchi

La presidente del club d'arte alla Nadeshiko Academy. Nonostante veda Elis come una rivale, è sempre disposta ad aiutarla quando ha bisogno di consigli.
- Sumire Misaki (美咲 菫, Misaki Sumire)
  - Voce originale:  Aya Hirano

Figlia più giovane di una famiglia di grandi musicisti. Viene sempre comparata ai suoi genitori e alla sorella maggiore, e quindi ha alte aspettative. Sente molta pressione e ansia a causa di questo.
- Shouta Hashitsume (橋爪 彰太, Hashitsume Shouta)
  - Voce originale:  Junji Majima

Uno dei compagni di classe di Elis. È un ragazzo buono ma a cui piace divertirsi ogni tanto con qualche scherzo. Appassionato di ceramica e stoviglie, occasionalmente può essere trovato a cercare nelle foreste dell'argilla di buona qualità. Ha una cotta per Elis e si dichiara durante una gita, ma viene rifiutato.

### Altri personaggi
- Shie Sugihara (杉原 紫衣, Sugihara Shie)
  - Voce originale:  Miho Miyakawa

È l'editrice di Kana, le ricorda costantemente di finire i suoi lavori entro le date di scadenza. È severa ma comprensiva. È inoltre una compagna delle scuole superiori di Kiri e le fornisce avvisi sull'amore e su come avvicinare Hiroki.
- Shin-ichirou Yanagi (柳 慎一郎, Yanagi Shin-ichirou)
  - Voce originale:  Kishō Taniyama

Amico d'infanzia di Hiroki e Kiri. La sua relazione con Hiroki si interrompe quando Yanagi ruba la composizione su Kiri di Hiroki e con quella vince un premio nazionale. Aveva un'infatuazione per Kiri e si dichiara quando sono adulti ma Kiri lo rifiuta. Da allora supporta Kiri nel confessare i suoi sentimenti a Hiroki.

## Episodi
Tutti gli episodi sono riferiti a colori, i cui nomi sono scritti prevalentemente in inglese.
| Nº | Giapponese 「Kanji」 - Rōmaji - Traduzione letterale                                   |
| 1  | 「禁断のクラシックレッド」 - Kindan no kurashikkureddo – "Divieto Classic Red"         |
| 2  | 「マンダリンオレンジの再会」 - Mandarin'orenji no saikai – "Incontro Mandarin Orange"  |
| 3  | 「悪戯なカナリアイエロー」 - Itazurana kanariaierō – "Malizioso Canary Yellow"         |
| 4  | 「焦燥のコバルトブルー」 - Shōsō no kobarutoburū – "Impazienza Cobalt Blue"            |
| 5  | 「溜息のムーングレイ」 - Tameiki no mūngurei – "Sospiro Moon Grey"                     |
| 6  | 「誘惑のエメラルドグリーン」 - Yūwaku no emerarudogurīn – "Tentazione Emerald Green"   |
| 7  | 「潮騒のサンドベージュ」 - Shiosai no sandobēju – "Suono Sand Beige"                   |
| 8  | 「哀愁のミッドナイトブルー」 - Aishū no middonaitoburū – "Dolore Midnight Blue"        |
| 9  | 「瑠璃色のセンチメンタル」 - Ruri-iro no senchimentaru – "Azzurro Sentimental"         |
| 10 | 「追憶のスノーホワイト」 - Tsuioku no sunōhowaito – "Ricordi Snow White"               |
| 11 | 「浅支子の距離」 - Asa Sasō ko no kyori – "Distanza Giallo Pallido"                    |
| 12 | 「無邪気なエバーグリーン」 - Mujakina ebāgurīn – "Innocenza Ever Green"                |
| 13 | 「セピアのトライアングル」 - Sepia no toraianguru – "Triangle Seppia"                  |
| 14 | 「ひめごとはダークネイビー」 - Hime-goto wa dākuneibī – "Segreto Dark Navy"            |
| 15 | 「藍色のプレッシャー」 - Aiiro no puresshā – "Pressure Blu Indaco"                     |
| 16 | 「薄紫のオールナイトロング」 - Usumurasaki no ōrunaitorongu – "Porpora All Night Long" |
| 17 | 「チェリーピンクを届けたい」 - Cherīpinku o todoketai – "Voglia di finire Cherry Pink" |
| 18 | 「トマトレッドを撃て!」 - Tomato reddo o ute! – "Spara al Tomato Red!"                 |
| 19 | 「ミルキィホワイトの一夜」 - Mirukyihowaito no ichiya – "Notte Milky White"            |
| 20 | 「マーマレード色の夕暮れ」 - Māmarēdo-iro no yūgure – "Tramonto Marmelade"             |
| 21 | 「クリスタルの白地図」 - Kurisutaru no hakuchizu – "Mapa Crystal"                      |
| 22 | 「インディゴの夜明けに」 - Indigo no yoake ni – "All'alba Indigo"                      |
| 23 | 「クリスマスカラーの決意」 - Kurisumasukarā no ketsui – "Decisione color Christmas"    |
| 24 | 「虹色(なないろ)のフィナーレ」 - Nanairo no fināre – "Finale color Arcobaleno"         |

## Sigle

### Gioco PC
Apertura
- Plastic Smile(^^, di A BONE feat. Y

Ending
- Hibi, di Rena

### Edizione PlayStation2
Apertura
- Blue Sky, di Honey Bee(YURIA)

Chiusura
- Primary Memory, di Sweets Tankentai

### Anime
Apertura
- Plastic Smile (Niji Iro Guiter VERSION), di Honey Bee (YURIA)

Chiusura
- NA NA IRO, di Sweets Tankentai

## Manga
Un manga basato su Canvas 2 è stato pubblicato su Shounen Monthly Ace magazine dall'Aprile 2005 al settembre 2006. La serie è stata prodotta e disegnata da Miki Kodama, e quattro volumi sono stati pubblicati da Kadokawa Shoten.